# Wolf Lake (Minnesota)
Wolf Lake és una població dels Estats Units a l'estat de Minnesota. Segons el cens del 2000 tenia 31 habitants.

## Demografia
Segons el cens del 2000, Wolf Lake tenia 31 habitants, 17 habitatges, i 7 famílies. La densitat de població era de 85,5 habitants per km².
Dels 17 habitatges en un 23,5% hi vivien nens de menys de 18 anys, en un 35,3% hi vivien parelles casades, en un 0% dones solteres, i en un 58,8% no eren unitats familiars. En el 52,9% dels habitatges hi vivien persones soles el 17,6% de les quals corresponia a persones de 65 anys o més que vivien soles. El nombre mitjà de persones vivint en cada habitatge era d'1,82 i el nombre mitjà de persones que vivien en cada família era de 2,71.
Per edats la població es repartia de la següent manera: un 16,1% tenia menys de 18 anys, un 29% entre 18 i 24, un 25,8% entre 25 i 44, un 16,1% de 45 a 60 i un 12,9% 65 anys o més.
L'edat mediana era de 28 anys. Per cada 100 dones de 18 o més anys hi havia 116,7 homes.
La renda mediana per habitatge era de 22.083 $ i la renda mediana per família de 40.500 $. Els homes tenien una renda mediana de 19.375 $ mentre que les dones 21.250 $. La renda per capita de la població era de 13.569 $. Cap de les famílies i el 7,7% de la població estaven per davall del llindar de pobresa.

## Poblacions més properes
El següent diagrama mostra les poblacions més properes.